# 马宾
马宾（1913年—2017年3月27日），原名张源，安徽省滁州市人，中国政治人物。一度支持改革开放，但最终质疑市场化道路，成为“旧路线和旧体制的捍卫者”（吴敬琏语）。

## 生平
1913年生，1932年加入中国共产党，次年参加上海文化界救国会。后任新四军政治部编译组组长，新四军军部军法处科长，中共射阳县委书记，松江省军区民运部部长，中共哈东地委书记，辽宁省委秘书长、民运部部长。
中华人民共和国成立后，被任命为鞍山钢铁公司总经理。1951年，被派往苏联西伯利亚冶金学院学习，1956年毕业。回国后任鞍山钢铁公司总工程师。1968年8月7日出席辽宁省委扩大会议时被隔离审查。1975年邓小平到鞍山视察，马宾得以脱离审查恢复工作。 1976年任上海宝山钢铁指挥部副总指挥。1984年参加莫干山会议。后历任冶金工业部副部长、国家进出口委员会副主任、国务院经济研究中心副总干事、国务院经济技术社会发展研究中心顾问。
2000年后，提出一系列对市场经济问题和具体社会现象的异议，一般在毛泽东旗帜网和乌有之乡发声。他能通过机要渠道与中共中央联系，许多老同志会找他向中央递信件。2007年，马宾在一份给全国人大要求纠正国企私有化的上书中签名。
2017年3月27日下午在北京去世，享年104岁。

## 其他
一些人认为马宾促成了鞍钢宪法的诞生。于之伟指出，马宾不是“鞍钢宪法”的创造者，而是“鞍钢宪法”所反对的“一长制”的执行者。 马宾曾告诉一位访问者，他当年搞的就是马钢宪法，他在1981年反对了鞍钢宪法中的“大搞群众运动”和“党委负责制”。但是马宾认为鞍钢宪法还是应该大力宣传。